# نادي ماتارو
نادي ماتارو (بالإسبانية: CE Mataró)‏ نادي كرة قدم إسباني يلعب في دوري الدرجة الثانية. تم تأسيس النادي في عام 1939.

## روابط خارجية
- موقع الفريق